# Motoc, Bacău
Motoc este un sat în comuna Pâncești din județul Bacău, Moldova, România.